# Hawker Siddeley Trident
Hawker Siddeley Trident (ursprungligen de Havilland Trident) var ett brittiskt tremotorigt trafikflygplan som tillverkades av Hawker Siddeley på 1960-talet. Det konstruerades främst åt British European Airways (BEA), för att användas på deras kort- och medeldistanslinjer. Andra flygbolag visade ett tämligen svalt intresse. Totalt byggdes bara 117 plan. Trident har dock en plats i flyghistorien genom att det var det första trafikflygplan som gjorde helautomatiska inflygningar och landningar under vanliga reguljära flygningar.

## Beskrivning
Planet är ett jetflygplan tillverkat helt av metall med en T-formad stabilisator och lågt monterade svepta vingar. Det har tre jetmotorer, alla placerade längst bak.
Trident var ett av de snabbaste subsoniska passagerarflygplanen. Då det först introducerades angavs marschfarten till 380 knop IAS. Vingen, som var konstruerad för höga farter, gav begränsad lyftkraft vid låga farter, och detta kombinerat med låg motoreffekt medförde mycket långa startsträckor. Det skojades om att en Trident bara kommer i luften genom att jordytan är krökt.
Trident var det första kommersiella trafikflygplan som utrustades med en svart låda. Den spelade in 13 variabler, konverterade dem till digitalt format och lagrade dem på band.
Trident användes också för utvecklingen av ett helt automatiskt landningssystem, för landning i dålig sikt, det s.k. "Autoflare", utvecklat av Hawker Siddeley och Smiths Aircraft Instruments. Systemet gjorde det möjligt att landa under siktförhållanden som tidigare hade medfört att flygplanen måste omdirigeras till andra flygplatser.
Planet hade också den ovanliga egenskapen att kunna använda reversering under flygning. Detta var begränsat till de två sidomonterade motorerna, och den normala landningsproceduren var att reversera strax innan planet tog mark på landningsbanan, istället för att reversera omedelbart efter landning, vilket är det vanliga för de flesta andra trafikflygplan.
En annan utrustning som var ovanlig för tidsperioden var en skärm i förarkabinen som visade planets position på en rörlig karta. Det var en elektromekanisk konstruktion som använde en motordriven pappersrulle.

## Flygbolag som flugit Trident
- Air Ceylon
- BKS/Northeast Airlines (UK)
- British Airways
- British European Airways
- Channel Airways

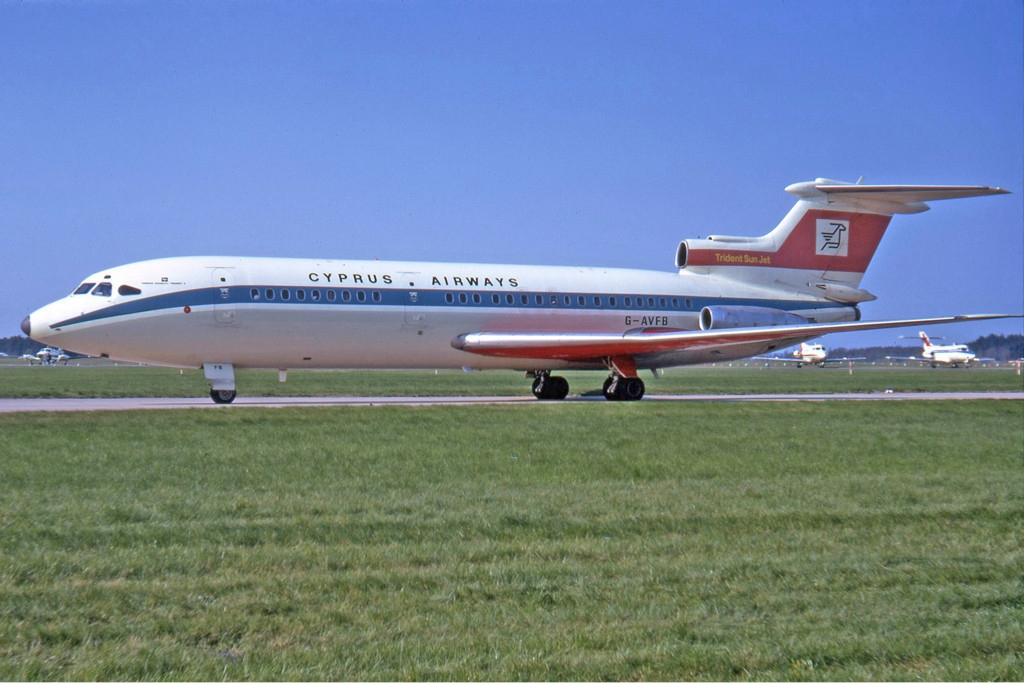
Cyprus Airways Hawker Siddeley Trident 1972

- Civil Aviation Administration of China (CAAC)
- China United Airlines
- Cyprus Airways
- Iraqi Airways
- Kuwait Airways
- Pakistan International Airlines

## Bevarade flygplan
Tre kompletta flygplan finns bevarade i Storbritannien: en Trident 2E, G-AVFB, vid Duxford nära Cambridge; en Trident 3B, G-AWZM i ett museum i Wroughton i Wiltshire; samt ytterligare en Trident 3B, G-AWZK, vid Aviation Viewing Park vid Manchester Airport. Det står dessutom ett i dåligt skick på Nicosias internationella flygplats.

## Bilder

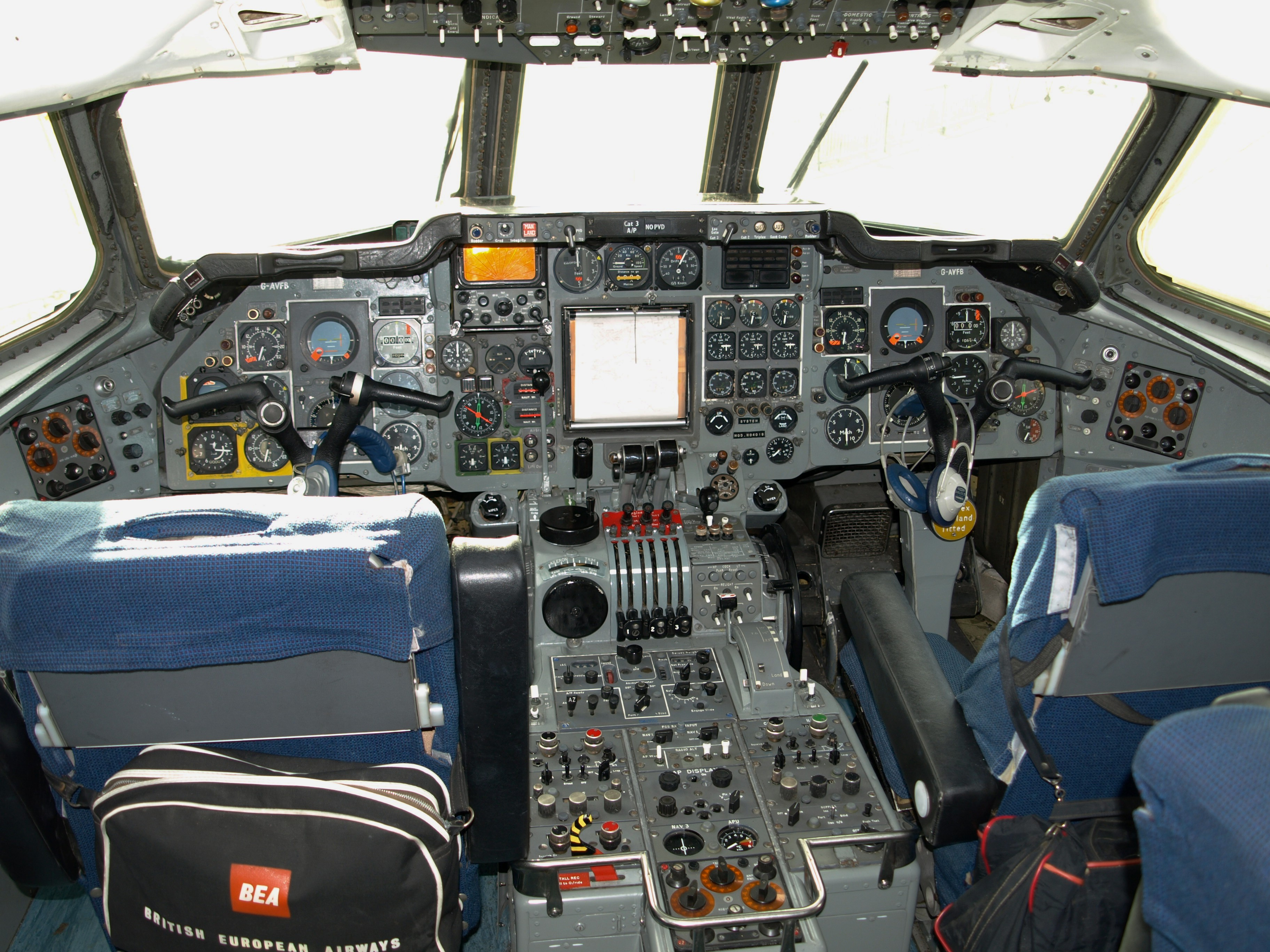
Cockpit
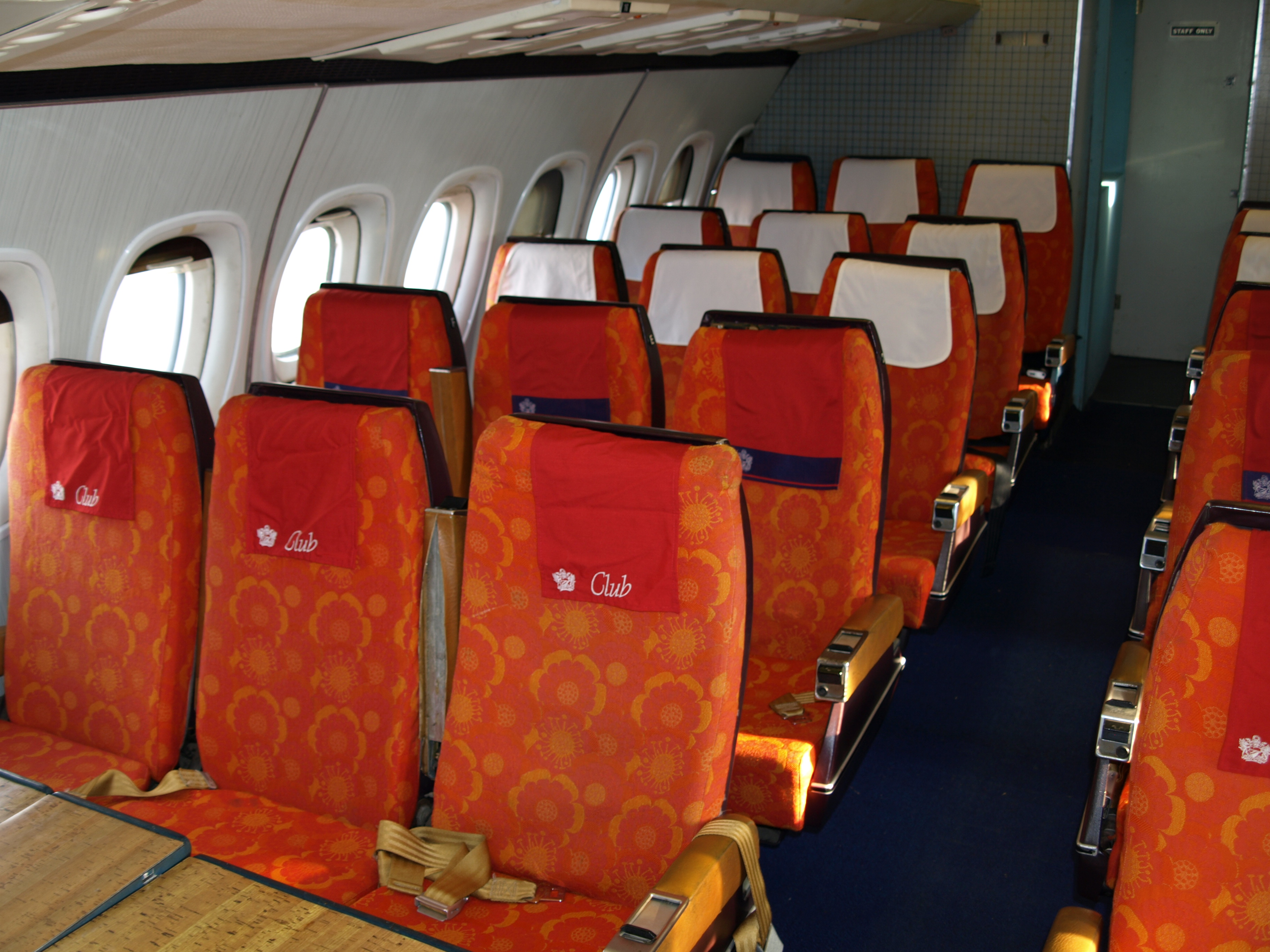
Kabin
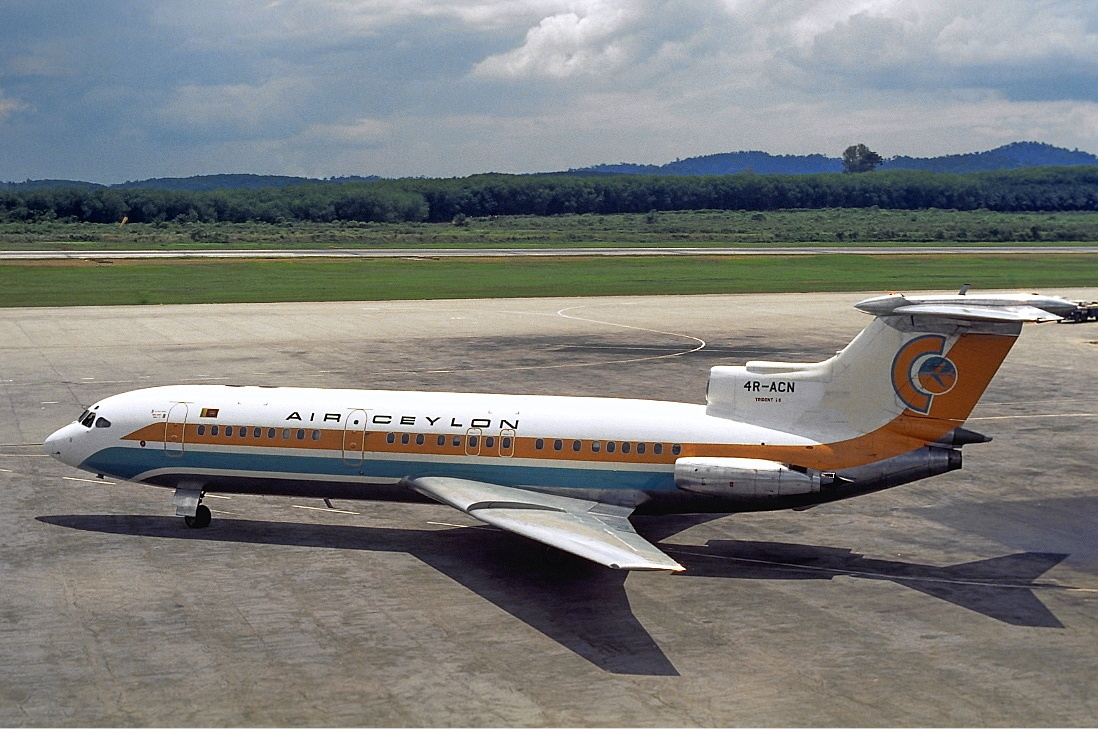
Air Ceylon Trident 1E, 1978